# Zimtbürzel-Blattspäher

Verbreitungsgebiet des Zimtbürzel-Blattspähers (grün)

Der Zimtbürzel-Blattspäher (Philydor pyrrhodes, Syn.: Anabates pyrrhodes) zählt innerhalb der Familie der Töpfervögel (Furnariidae) zur Gattung Philydor.
Die Art kommt in Nordbolivien, Brasilien, Ecuador, Französisch-Guayana, Guyana, Südostkolumbien, Ostperu, Suriname und Venezuela vor.
Das Verbreitungsgebiet umfasst tropischen feuchten, immergrünen Tiefwald, Bruch und Terra Firme sowie Várzea im Amazonasbecken, gerne in der Nähe von Gewässern und in Gebieten mit zahlreichen Palmen meist bis 400 bis 600, örtlich auch bis 700 m Höhe.
Das Artepitheton kommt von altgriechisch πῦρ pyr, deutsch ‚Feuer‘ und altgriechisch ειδές oides, deutsch ‚ähnlich‘.

## Merkmale
Die Art ist 14 bis 16 cm groß und wiegt zwischen 24 und 35 g. Sie hat auf der Unterseite das leuchtendste und gleichmäßig gefärbte Gefieder aller Blattspäher. Augenring und Überaugenstreif sind ockerfarben, die Ohrdecken sind rotbraun, der Bartstreif dunkel rotbräunlich ebenso der Scheitel mit dunklerem Schimmer. Der Rücken ist rotbraun, der Rumpf rötlich, die Oberschwanzdecken sind hell orangefarben bis rotbraun, die Flügel ziemlich gleichmäßig dunkelbraun. Der Schwanz ist leicht gerundet mit verstärktem Federschaft und gerundeten, hell orangeroten Spitzen. Die Unterseite ist hell orange bis ockerfarben, an der Kehle etwas blasser. Die Iris ist braun, der Schnabel auf der Oberseite dunkelgrau bis schwärzlich, auf der Unterseite blasser bis silbrig-grau, manchmal mit dunkler Spitze. Die Beine sind olivfarben bis gelblich. Die Geschlechter unterscheiden sich nicht. Beim Jungtier ist die Oberseite brauner und die Kehle blasser und weniger rotbraun.
Die Art ist monotypisch.

## Stimme
Der Gesang wird als langer, bis 10 s anhaltender schneller Triller, lauter werdend, dann abrupt endend, und der Kontaktruf als „chack“, „chakit“ oder „chichid“ beschrieben.

## Lebensweise
Die Nahrung besteht aus Küchenschaben, die einzeln oder als Paar, gern auch in gemischten Jagdgemeinschaften bevorzugt auf dem Erdboden zwischen verwelkten Blättern gesucht werden.
Die Brutzeit ist nicht bekannt.

## Gefährdungssituation
Der Bestand gilt als nicht gefährdet (Least Concern).